# Церова
Церова (рум. Țerova) — село у повіті Караш-Северін в Румунії. Адміністративно підпорядковане місту Решица.
Село розташоване на відстані 342 км на захід від Бухареста, 2 км на схід від Решиці, 73 км на південний схід від Тімішоари.

## Населення
За даними перепису населення 2002 року у селі проживали 557 осіб. Рідною мовою 552 особи (99,1%) назвали румунську.
Національний склад населення села:
| Національність | Кількість осіб | Відсоток |
| -------------- | -------------- | -------- |
| румуни         | 473            | 84,9%    |
| цигани         | 84             | 15,1%    |